# Mesoligia furuncula
Mesoligia furuncula là một loài bướm đêm thuộc họ Noctuoidea. Nó được tìm thấy ở châu Âu.
Sải cánh dài 22–28 mm. Chiều dài cánh trước là 10–12 mm. Con trưởng thành bay làm một đợt from cuối tháng 6 đến giữa tháng 9.
Ấu trùng ăn nhiều loại cỏ such as Tufted Hair-grass, Festuca ovina, và arrhenatherum elatius.

## Hình ảnh

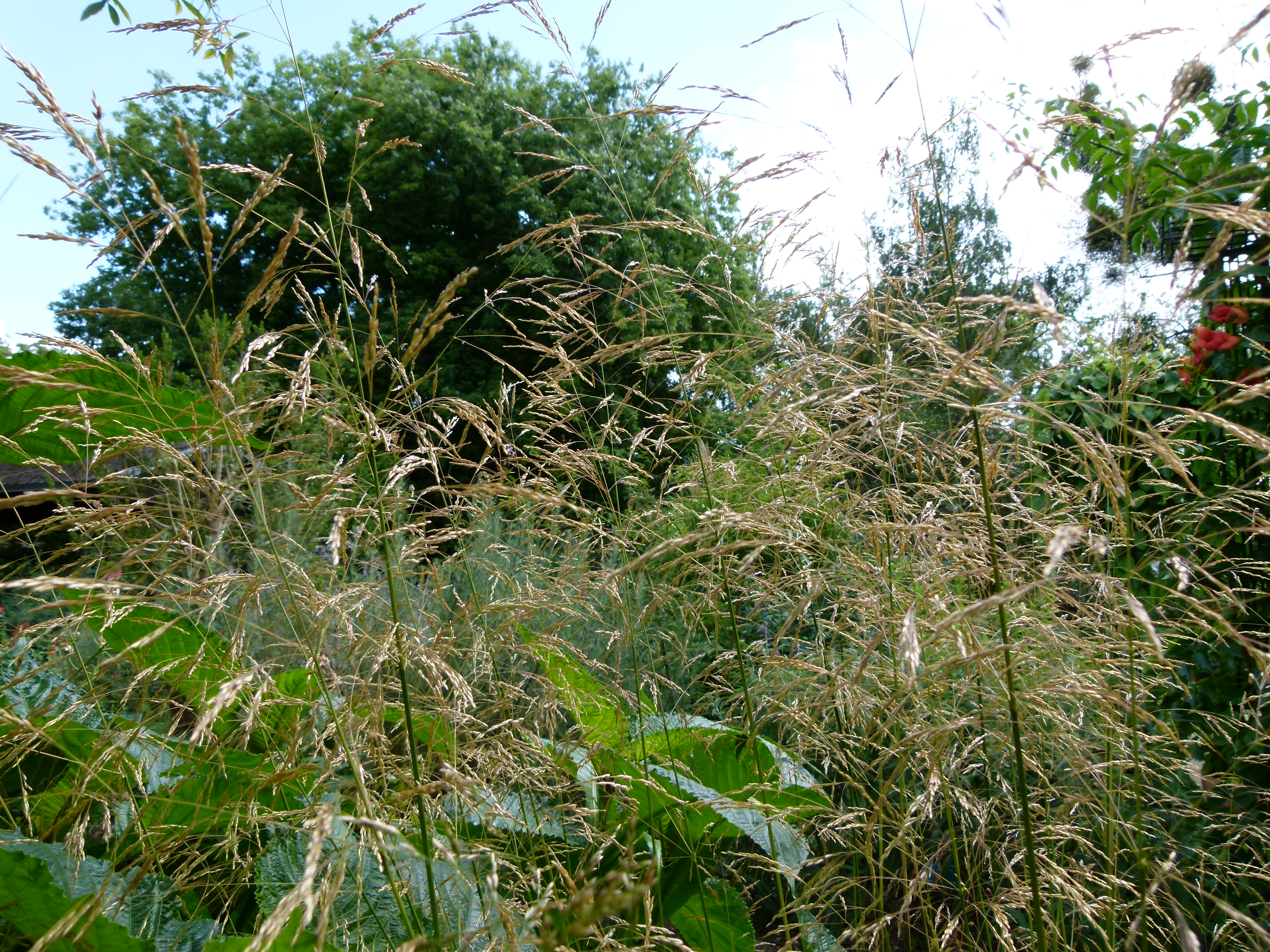
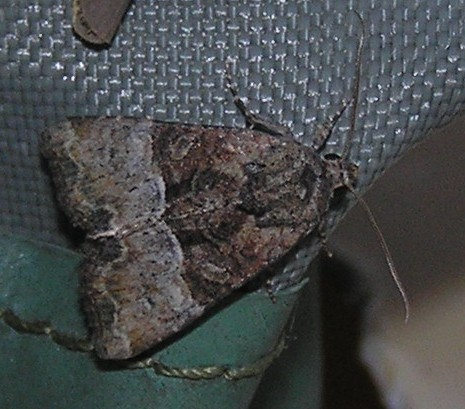
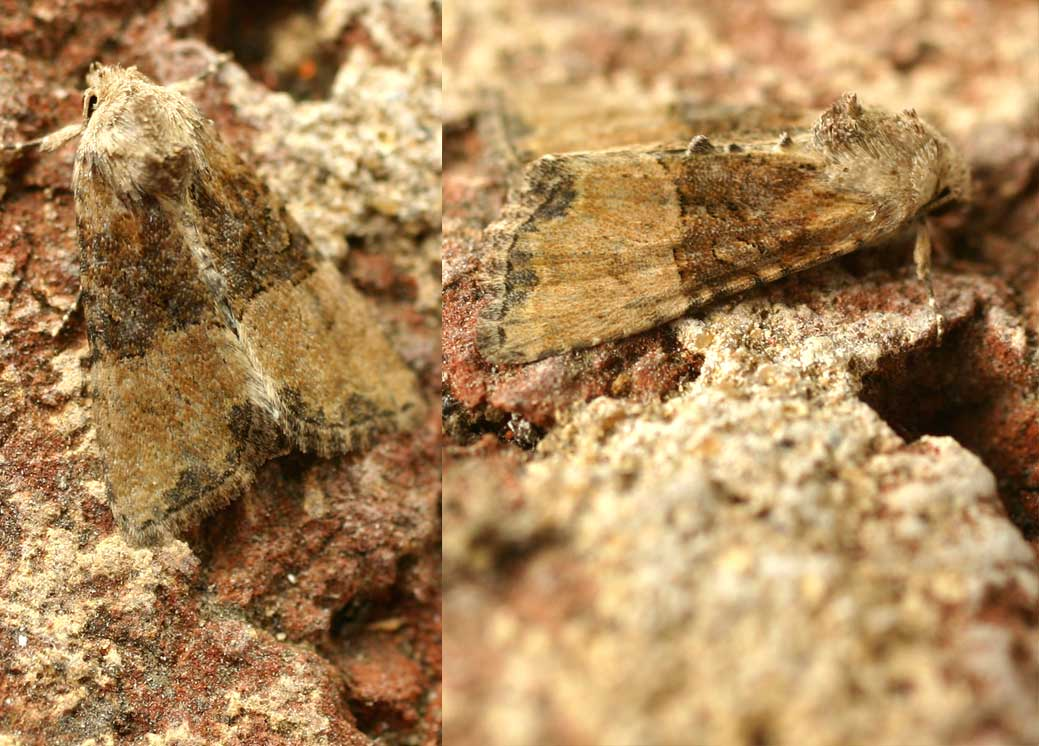
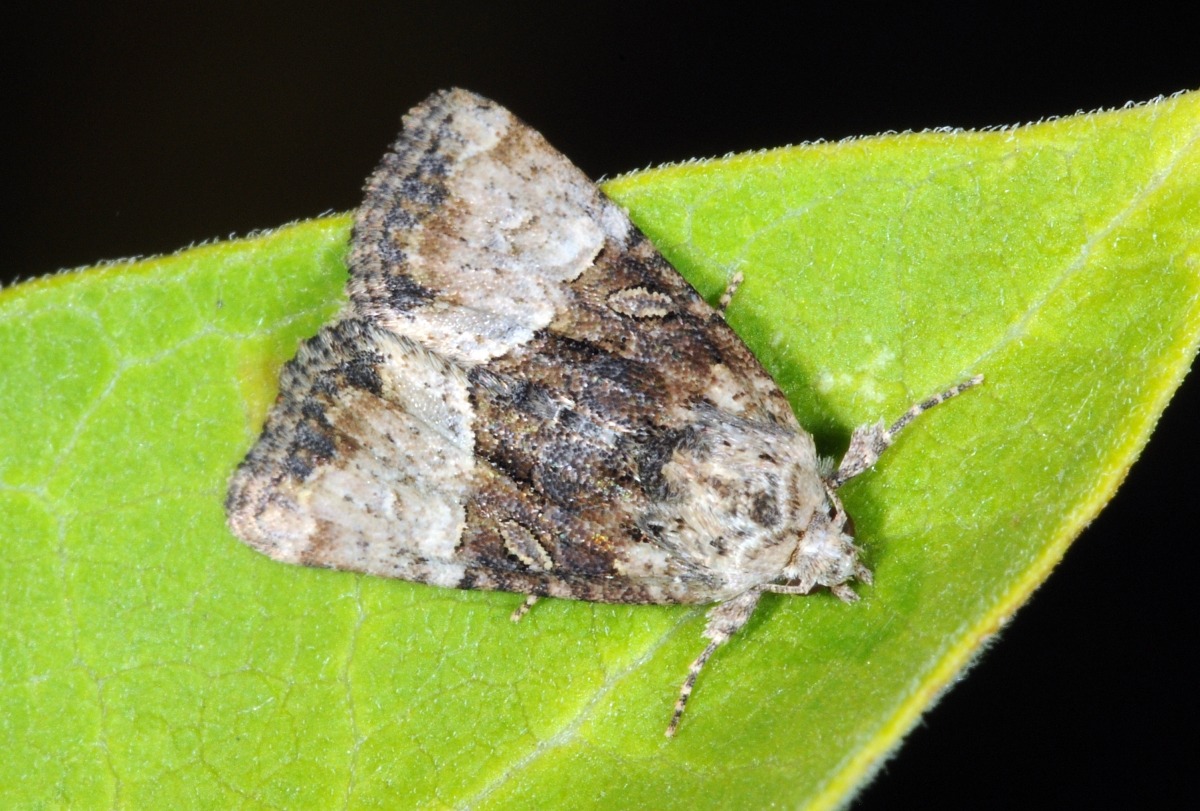